# Calanthemis subcruciatus
Calanthemis subcruciatus là một loài bọ cánh cứng trong họ Cerambycidae.